# Анита Екберг
Керстин Анита Мариане Екберг (на шведски: Kerstin Anita Marianne Ekberg, [ekberj]) е шведска актриса и манекенка. 

## Биография
Анита Екберг е родена на 29 септември 1931 година в Малмьо, Швеция. От ранна възраст започва да работи като модна манекенка, а през 1950 г. печели конкурса „Мис Швеция“.
След това получава роли в киното. Най-известната ѝ роля е във филма на Федерико Фелини „Сладък живот“ („La dolce vita“, 1960).

## Избрана филмография
| година | филм             | оригинално заглавие | роля                         | режисьор        |
| ------ | ---------------- | ------------------- | ---------------------------- | --------------- |
| 1959   | Под знака на Рим | Nel Segno di Roma   | Зенобия, царицата на Палмира | Гуидо Бриньоне  |
| 1960   | Сладък живот     | La dolce vita       | Силвия                       | Федерико Фелини |
| 1962   | Бокачо '70       | Boccaccio '70       | Себе си                      | Федерико Фелини |
| 1967   | Седем пъти жена  | Sette Volte Donna   | Клауди                       | Виторио Де Сика |